# 斎藤公男
斎藤 公男（さいとう まさお、1938年 - ）は、日本の構造エンジニア（構造家）。日本大学名誉教授、日本建築学会元会長。現在、A-Forum代表、日本建築文化保存協会理事。
群馬県立前橋高等学校卒業。日本大学在学時に坪井善勝の元で学び、バックミンスター・フラーに魅了される。空間構造や構造デザインに対する強い関心を育み、その後の大学における「教育・研究・設計」の融合を図ることへのテーマとつなげる。
卒業後は、日本大学理工学部建築学科で教鞭をとりながら、空間構造デザイナーとして数多くの作品を生み出してきた構造設計者の一人である。特に、張弦梁構造の設計の第一人者として知られる。
全日本弓道連盟会長であった父の斎藤友治が日本弓をひく姿から「美と強」の調和的世界に感銘を受け、張弦梁構造の設計・デザインにつながったと語る。
「人生めぐりあい」という父の言葉を大切にし、人との出会いを大切にすることで知られる。特に、ドイツの構造エンジニア、Jorg Schlaichとの交流は深い。

若手構造設計者や学生の指導も熱心に行い、研究室からは久田基治、多田脩二、小西泰孝ら、数多くの著名な構造エンジニアを輩出している。
2007年からは、建築におけるアートとエンジニアリングの融合をテーマとした展覧会である「アーキニアリング・デザイン展」を企画・開催する。
趣味は、テニス、ゴルフ、スキーと多趣味。「よく遊び、よく学ぶ」をモットーとする。

## 略歴
- 1938年 群馬県生まれ
- 1961年 日本大学理工学部建築学科卒業
- 1963年 日本大学大学院理工学研究科博士前期課程建築学専攻修了
- 1973年 - 1991年 日本大学理工学部建築学科 助教授
- 1991年 - 2008年 日本大学理工学部建築学科 教授
- 2007年 - 2008年 第50代 日本建築学会会長
- 2008年 日本大学名誉教授

## 主な受賞
- 1986年 日本建築学会賞（業績）「空間構造の研究と応用に関する一連の業績」
- 1993年 BCS賞「出雲健康公園整備プロジェクト・出雲ドーム」
- 1993年 松井源吾賞「テンション構造による一連の大スパン建築」
- 1997年 IASS Tsuboi Award「(a) Space and Structure-Learning of Conceptual Design in Education: What Can One Learn form Building Structures; (b) From Image to Technology: The Role of String in Hybrid String Structures」
- 2002年 Pioneer Award, the University of Surrey
- 2003年 BCS賞「下関市地方卸売市場唐戸市場」
- 2003年 BCS賞「静岡スタジアム・静岡アリーナ」
- 2004年 日本建築学会作品選奨「山口県立きららスポーツ交流公園多目的ドーム」
- 2004年 BCS賞「山口県立きららスポーツ交流公園多目的ドーム」
- 2006年 Aluprogetto Award 1st Prize
- 2007年 日本建築学会教育賞（教育貢献）「創造性を育む体験的建築教育 -空間と構造を結ぶものづくり教育の試み-」
- 2009年 IASS Torroja Medal
- 2018年 叙勲受章(瑞宝小綬章)
- 2018年 日本建築学会大賞受賞

## 主な作品

### 1990年以前
- 1967年 「岩手県営体育館」小林美夫
- 1968年 「秋田県立体育館」小林美夫
- 1978年 「ファラデーホール」小林美夫
- 1985年 「日本大学理工学部理工スポーツホール」日本大学理工学部理工学研究所
- 1985年 「群馬県立馬事公苑整備室内馬場」羽鳥設計
- 1988年 「グリーンドーム前橋」松田平田設計 + 清水建設

### 1991年-2000年
- 1991年 「出雲ドーム」KAJIMA DESIGN
- 1991年 「酒田市国体記念体育館」谷口吉生
- 1991年 「新天城ドーム」山下設計
- 1994年 「穴生ドーム」東畑建築事務所
- 1994年 「船橋日大前駅」日本大学設計グループ
- 1998年 「兵庫県立但馬ドーム」仙田満
- 2000年 「さいたまスーパーアリーナ」日建設計
- 2000年 「みんなの家」三橋満

### 2001年-2010年
- 2001年 「下関市地方卸売市場唐戸市場」池原義郎
- 2001年 「静岡・エコパスタジアム」佐藤総合計画
- 2002年 「静岡・エコパアリーナ」佐藤総合計画
- 2002年 「京都アクアリーナ」仙田満
- 2002年 「日本大学理工学部駿河台校舎1号館」高宮真介
- 2002年 「日本大学理工学部テクノプレース15」坪山幸王
- 2002年 「山口きらら博記念公園多目的ドーム」日本設計
- 2003年 「名古屋大学野依センター 野依記念学術交流館」飯田善彦
- 2003年 「六本木ヒルズアリーナ」山下設計
- 2005年 「金沢駅・もてなしドーム」小堀為雄 + 水野一郎
- 2007年 「BDS柏の杜オークション会場」アトリエ・K
- 2007年 「バイオ・ストラクチャー 「虹のシザーズ」」斎藤公男
- 2008年 「神田外語大学7号館」松田平田設計
- 2010年 「村山市総合文化複合施設「甑葉プラザ」」高宮真介

## 主な著書
- 1996年 「建築の構造とデザイン」（監訳）丸善
- 1997年 「つどいの空間」（共著）日本建築センター
- 2003年 「空間・構造・物語 - ストラクチャル・デザインのゆくえ」彰国社
- 2011年 「新しい建築のみかた」エクスナレッジムック
- 2012年 「建築の翼」（監修）建築技術
- 2013年 「風に向かって - そのときの、スケッチブック」彰国社

## 主な斎藤研究室出身者
- 岡田章 - 日本大学教授、JSCA賞受賞者
- 工藤晃一
- 久田基治
- 徐光 - 日本構造デザイン賞・JSCA賞受賞者
- 佐藤起司 - JSCA賞受賞者
- 多田脩二 - 千葉工業大学准教授、松井源吾賞・JSCA賞受賞者
- 小西泰孝 - 日本構造デザイン賞・JSCA賞受賞者
- 宮里直也 - 日本大学教授
- 福島孝志 - JSCA賞受賞者
- 廣石秀造 - 日本大学助手